# Бой при Ла-Плате
Бой при Ла-Плате — операция у деревни Ла-Плата, в устье одноимённой реки на острове Куба. В ходе Кубинской революции правительственные силы 11 июля 1958 года попытались атаковать базу Фиделя Кастро в горном массиве Сьерра-Маэстра, но к 21 июля оказались разбиты.